# Günter Metken
Günter Metken (* 1928 in Duisburg; † 29. März 2000 in Tripolis/Libyen) war ein deutscher Kunsthistoriker, Ausstellungskurator, Essayist und Reiseschriftsteller.

## Leben und Wirken
Günter Metken studierte Literatur, Kunstgeschichte, Philosophie und Sprachen an den Universitäten in Bonn, Saarbrücken und München. 1954 wurde er an der Universität München mit der Dissertation Studien zum Sprachgestus im dramatischen Werk Gerhart Hauptmanns zum Dr. phil. promoviert. Ab 1955 lebte Metken in Paris und berichtete ab 1967 vor allem für die Süddeutsche Zeitung. Er veröffentlichte Beiträge über die Kunst des 19. Jahrhunderts und der Moderne sowie über die zeitgenössischen Kunst, unter anderen über den Fotografen Herbert List.
1975 erhielt Metken von der Menil Foundation in Houston/Texas, zusammen mit seiner Frau, der Volkskundlerin und Ausstellungskuratorin Sigrid Metken und Werner Spies, den Auftrag, ein mehrbändiges Werkverzeichnis von Max Ernst zu erarbeiten. Der von Metken geprägte Begriff Spurensicherung für die Arbeiten der Künstler Christian Boltanski, Nikolaus Lang, Raffael Rheinsberg und Dorothee von Windheim setzte sich als Begriff für ein Kunstgenre durch, nachdem er 1974 zusammen mit Uwe M. Schneede eine  Ausstellung mit diesem Titel im Kunstverein Hamburg kuratiert hatte. 1976 verfasste er mit Als die Surrealisten noch recht hatten eine Anthologie des Surrealismus. 1977 war Metken an der Vorbereitung der von Manfred Schneckenburger geleiteten Documenta 6 in der Arbeitsgruppe Plastik/Environment beteiligt. 1981 zeichnete er für den Beitrag 3 de Mayo verantwortlich, der in dem von Werner Spies herausgegebenen Ausstellungskatalog Pablo Picasso – Werke aus der Sammlung Marina Picasso erschien. Sein Reisetagebuch Reisen als schöne Kunst betrachtet von 1984 erreichte mehrere Auflagen. 1987 verfasste er einen populären Kurzführer zur documenta 8 in Kassel. Metken war Mitglied des Internationalen Kunstkritikerverbandes (AICA).
Er trug zur Fernsehserie 1000 Meisterwerke bei und verfasste Beiträge zu Gemälden von Niklaus Manuel Deutsch und Hans Baldung Grien. Diese Texte wurden in den Begleitbüchern der Serie abgedruckt, wurden sporadisch auf 3sat, ZDFkultur und Planet wiederholt und sind heute auf DVD-Veröffentlichungen verfügbar (siehe 1000 Meisterwerke#Literatur).
Während eines gemeinsamen Aufenthalts mit seiner Frau Sigrid in Libyen hatte er am 25. März 2000 einen Autounfall. Günter Metken starb vier Tage später in einem Krankenhaus in Tripolis an seinen Verletzungen.

## Veröffentlichungen
- Bretonisches Reisebuch. Mit Aufnahmen von Lala Aufsberg, Sigrid Metken und Klaus Tilman Steiner. Schnell und Steiner, München und Zürich 1962.
- Kapitel Frankreich in: Woanders lebt man anders. Ohne Hg.- Praesentverlag Heinz Peter, Gütersloh 1962
- Liebe zu Lothringen, Braun, Karlsruhe 1964
- Comics. Fischer, Frankfurt 1970
- Max Ernst Werke 1939-1953. Mit Werner Spies und Sigrid Metken. Oeuvre-Katalog 5, DuMont, Ostfildern 1976, ISBN 3-7701-5606-4
- Die Präraffaeliten. Ethischer Realismus und Elfenbeinturm im 19. Jahrhundert. DuMont, Köln 1974, ISBN 3-7701-0693-8.
- Spurensicherung. Kunst als Anthropologie und Selbsterforschung. Fiktive Wissenschaften in der heutigen Kunst. DuMont, Köln 1977
- Als die Surrealisten noch recht hatten. Texte und Dokumente. Reclam, 1982, ISBN 3-15-010256-1.
- Eugène Delacroix. Mit Harald Szeemann, Ausstellungskatalog, Zürich 1987.
- In Künstlers Lande gehen. Beschreibungen und Essays. Schirmer/Mosel, München 1988.
- Rudolf Schlichter – Blinde Macht. Eine Allegorie der Zerstörung. Fischer, Frankfurt am Main 1990, ISBN 3-596-23965-6.
- Memento mori und Schattenspiel. Mit Christian Boltanski, Museum für Moderne Kunst, Frankfurt am Main 1991, ISBN 3-88270-460-8.
- Gauguin in Tahiti – Die erste Reise. Gemälde 1891-1893. Schirmer/Mosel, München 1992, ISBN 3-88814-484-1.
- Europäische Reisewege. Andere Wege zu Kunst und Kultur. Insel, Frankfurt am Main 1994, ISBN 3-458-33272-3.
- Laut-Malereien. Grenzgänge zwischen Kunst und Musik. Campus, Frankfurt 1995, ISBN 3-593-35040-8.
- Gustave Courbet. Der Ursprung der Welt. Prestel, München 1997, ISBN 3-7913-1775-X.
- Spurensicherung. Eine Revision. Texte 1977-1995. Verlag der Kunst Dresden, Berlin 1996, ISBN 90-5705-019-6.